# كانغ سونغ-هو
كانغ سونغ-هو (هانغل: 강성호) هو لاعب كرة قدم كوري شمالي في مركز الوسط، ولد في 28 مايو 1987 في تاتشيكاوا في اليابان. لعب مع أويتا ترينيتا وشيميزو إس-بولس ونادي كيوتو سانغا.

## وصلات خارجية
- كانغ سونغ-هو على موقع رابطة كرة القدم اليابانية للمحترفين (اليابانية)
- كانغ سونغ-هو على موقع قاعدة بيانات كرة القدم.إي يو (الإنجليزية)
- كانغ سونغ-هو على موقع Soccerway.com (الإنجليزية)